# 德昌倉聖宮
德昌倉聖宮位於四川省涼山州德昌縣，文物遺址年代判定為清。2012年7月16日公佈為第八批四川省文物保護單位。
德昌倉聖宮位於四川省涼山彝族自治州德昌縣德州鎮鳳凰嘴山頂，建於清道光十六年(1836)在廟內塑立了倉頡、魁星等神像，並由寧遠府學吏毛升適撰寫了碑記。該建築為四合院佈局，由前後兩院組成，有前殿、中殿（大殿）、後殿等建築。穿鬥抬粱式磚木結構，方向345。，外長18米，外寬12.65米，外高8.9米，總面積458平方米。前院面闊三間11.2米，進深（從前殿、廂房至大殿）16.6米，前殿通高6.8米，中殿通高8.1米。後殿面闊三間11.55米，進深（從廂房至後殿）11.4米，通高7.6米。素面台基，抱鼓式柱礎。整座建築主體部分保存基本完好。1992年，德昌倉聖官被德昌縣人民政府公佈為縣級文物保護單位。